# Karolina-árok felső álbarlangja
A Karolina-árok felső álbarlangja a Duna–Ipoly Nemzeti Parkban lévő Visegrádi-hegységben, Pomázon, a Karolina-árokban található egyik álbarlang. Turista útikalauzokban is meg van említve az üreg.

## Leírás
A Karolina-árok alsó álbarlangjától 30 méterrel feljebb, északnyugatra, a völgytalp szurdokában van a Karolina-árok felső álbarlangja.
Az álbarlangot egy 3 méter magas tufából és agglomerátumból rétegzett sziklalépcsőnél, az időszakonként kialakuló vízesés örvénylő eróziója alakította és alakítja ki. A tetején egyetlen, másfél méter átmérőjű, kompakt amfiból-andezitből levő sziklagörgeteg van, amely csak részben fedi be az üreget, helyet hagyva annak az egy méter körüli szélességű nyílásnak, amelyen napjainkban is folyni szokott a vízesés. Így voltaképp két nyílású átmenőbarlangnak tekinthető ez az üreg.
Az álbarlang másfél méter széles, két méter magas szája nagyjából dél felé néz. A 2,5 méterre kiszélesedő, ellipszis alaprajzra hasonlító fülkéje 3,3 méter hosszú. A magassága 2–3 méter között váltakozó. A különböző keménységű tufa és agglomerátum rétegeket az erózió különböző mélységben vájta be, így az álbarlang falán látványos szinlőszerű gallérok alakultak ki. Az alján egy nagyobb görgetett kőzettömb körül kisebb kövekből álló hordalék van.
1963-ban volt először Karolina-árok felső álbarlangja néven említve az álbarlang az irodalmában. Előfordul irodalmában Karolina árok felső álbarlangja (Ozoray 1963) és Karolina-árok felső barlangja (Eszterhás 1993) neveken is.

## Kutatástörténet
Az 1963. évi Karszt és Barlangban megjelent, Ozoray György által írt tanulmány szerint a Karolina-árokban néhány jelentéktelen méretű, de alaktana, eredete miatt érdekes nemkarsztos üreg van. A Karolina-odútól 20 méterrel feljebb, egy vízesés mellett alakult ki a kis álbarlang. Itt a kemény agglomerátumban a víz egy 32° lejtésű sima félcsőszerű medret vájt, amely két méteres vízeséssel végződik. Átvágta a kemény padot és könnyen kivájta az alatta lévő, lágy rétegeket. Az örvénylő erózió gömbölyű üreget vésett a vízesés mögött.
A rétegzett váltakozó keménységű tufába kőzettanilag preformált szinlők vésődtek. A szelektív mállás is élesebbé tette a különböző mélységű befűződéseket. Felszínalaktanilag érdekes a vízesés mögötti üreg, de önmagában nem éri el a kőfülke méreteit sem. Az árvíz rágörgetett a vízesés előtti szakadékra egy 1,5×1,6×1,2 méteres, legömbölyített sziklatömböt. Az ott a kemény felső kőzetpad okozta szűkületben megakadt. Így a vízesés mögötti üreggel együtt egy majdnem zárt kőfülke keletkezik, a Karolina-árok felső álbarlangja. A csőszerű meder vezette árvíz ezen átzuhog. Eltér a környezettől a beszorult kőtömb anyaga, amely rózsaszín amfibolandezit.
Hasonló anyagú, kissé hosszabb és keskenyebb tömb van az álbarlang fenekén is, az aljzatot alkotó hordalék közt. Az árvíz átsodorta a szűkületen és a vízesés alatti, kisesésű részen nem tudta tovább mozdítani. A publikációhoz mellékelve lett egy alaprajz térkép három metszettel és egy fénykép, amelyen az álbarlang látható. A térképet Fodor Tamásné és Ozoray György, a fényképet Ozoray György készítette. Az 1967-ben kiadott Pilis útikalauz című könyvben az olvasható, hogy a Karolina-árok függőlegesen leszakadó lépcsői tövében kis üregek találhatók, melyek omladékkal barlangszerűen el vannak torlaszolva. Az 1974-ben megjelent Pilis útikalauz című könyvben, a Pilis hegység és a Visegrádi-hegység barlangjainak jegyzékében (19–20. old.) meg van említve, hogy a Pilis hegység és a Visegrádi-hegység barlangjai között vannak a Karolina-árok üregei. A Visegrádi-hegység barlangjait leíró részben meg van ismételve az 1967-es útikalauzban említett ismertetés.
Az 1976-ban befejezett és Bertalan Károly által írt Magyarország barlangleltára című kéziratban az van írva, hogy a Karolina-árok felső álbarlangja a Pilis hegységben, a Visegrádi-hegységben, Pomázon, Csobánkától É-ra kb. 2,5 km-re, a Holdvilág-árok jobb oldali mellékágában, a Karolina-árok alsó álbarlangjától 20 m-rel feljebb van bejárata. Az üreg 5 m hosszú, 3 m széles és 2 m magas. Többköbméteres sziklatömbbel fedett vízesés alatti üreg. A kézirat álbarlangra vonatkozó része 2 irodalmi mű alapján lett írva. Az 1984-ben megjelent Magyarország barlangjai című könyv országos barlanglistájában szerepel az álbarlang Karolina-árok felső álbarlangja néven a Szentendre–Visegrádi-hegység barlangjai között. A listához kapcsolódóan látható a Dunazug-hegység barlangjainak földrajzi elhelyezkedését bemutató 1:500 000-es méretarányú térképen az álbarlang földrajzi elhelyezkedése.
Az 1986. évi Karszt és Barlangban megjelent bibliográfia regionális bibliográfia részében szerepel az álbarlang Karolina-árok felső álbarlangja néven. Az összeállítás szerint a Karszt és Barlangban publikált írások közül 1 foglalkozik az álbarlanggal. Eszterhás István Magyarország nemkarsztos barlangjainak listája című, 1989-ben készült kéziratában az olvasható, hogy a Visegrádi-hegységben, a 4900-as barlangkataszteri területen, Pomázon lévő Karolina-árok felső álbarlangja andezitagglomerátumban alakult ki. A barlang 6 m hosszú és 2,5 m magas. A listában meg van említve az a Magyarországon, nem karsztkőzetben kialakult, létrehozott 220 objektum (203 barlang és 17 mesterséges üreg), amelyek 1989. év végéig váltak ismertté. Magyarországon 14 barlang keletkezett andezitagglomerátumban. Az összeállítás szerint Kordos László 1984-ben kiadott barlanglistájában fel van sorolva 119 olyan barlang is, amelyek nem karsztkőzetben jöttek létre.
Az Eszterhás István által írt Magyarország nemkarsztos barlangjainak lajstroma című, 1993-ban készült kéziratban meg van említve, hogy a Visegrádi-hegységben, a 4900-as barlangkataszteri területen, Pomázon helyezkedik el a Karolina-árok felső barlangja. Az andezitagglomerátumban keletkezett barlang 6 m hosszú és 2,5 m magas. Az összeállításban fel van sorolva az a Magyarországon, nem karsztkőzetben kialakult, létrehozott 520 objektum (478 barlang és 42 mesterséges üreg), amelyek 1993 végéig ismertté váltak. Magyarországon 53 barlang, illetve mesterségesen létrehozott, barlangnak nevezett üreg alakult ki, lett kialakítva andezitagglomerátumban. A Visegrádi-hegységben 33 barlang jött létre nem karsztkőzetben.
1997-ben Eszterhás Istvánék kutatták fel az álbarlangot és írták le részletesen, valamint ők is feltérképezték. A 2001. november 12-én készült Magyarország nemkarsztos barlangjainak irodalomjegyzéke című kézirat barlangnévmutatójában szerepel a Karolina-árok felső álbarlangja. A barlangnévmutatóban fel van sorolva 8 irodalmi mű, amelyek foglalkoznak az üreggel. A 364. és a 366. tételek nem említik, a 363. és a 365. tételek említik. A 2014. évi Karsztfejlődésben megjelent tanulmányban az olvasható, hogy a Visegrádi-hegység 101 barlangjának egyike a Pomázon található, 3,3 m hosszú és 3 m magas Karolina-árok felső álbarlangja.